# ولفگانگ دان
ولفگانگ دان (انگلیسی: Wolfgang Danne; ۹ دسامبر ۱۹۴۱ – ۱۶ ژوئن ۲۰۱۹) اسکیت‌باز نمایشی اهل آلمان بود.